# Isola Cornwallis (Shetland Meridionali)
L'isola Cornwallis (in inglese Cornwallis Island o Michailoff's Island) è localizzata ad una latitudine di 61° 04' sud e ad una longitudine di 54° 28' ovest. L'isola è stata scoperta nel 1821. Il territorio fa parte dell'arcipelago delle Shetland meridionali e la sovranità è sospesa ai sensi del trattato antartico.